# 銃口 (小説)
『銃口』（じゅうこう）は三浦綾子の小説である。小学館の月刊誌『本の窓』（1990年1月号から1993年8月号）に連載、1994年に小学館（単行本）から刊行した。文庫版は1998年に小学館から、2009年には角川書店にて刊行した。1940年に起こった思想弾圧事件の「北海道綴方教育連盟事件」をモデルとしている。
テレビドラマでは「銃口・教師竜太の青春」（主演：畠中洋）で、1996年12月にNHK衛星第2テレビジョンのBS日曜ドラマとして、1997年3月1日から1997年3月15日まで3回連続NHK総合テレビジョンでも放送した。
舞台では2002年から青年劇場（脚本はNHKドラマと同じ布施博一）を、2003年から前進座にて上演している。

## ドラマ版

### キャスト
- 畠中洋
- 杉浦直樹
- 有森也実
- すまけい
- 香川照之
- 永島敏行
- 角野卓造
- 村田雄浩
- 白石加代子
- 岩本多代

ほか

### スタッフ
- 制作：NHK
- 脚本：布施博一
- 演出：高橋一郎、舘治佳

### エピソード
- 第1話「花言葉の唄」
- 第2話「雨に咲く花」
- 第3話「兵隊さんよありがとう」
- 第4話「男の純情」
- 第5話「誰か故郷を想わざる」
- 第6話「何日君再来（きみいつまたかえる）」

サブタイトルは当時の流行歌に基づいている。